# Du store, du starke, du väldige Gud
Du store, du starke, du väldige Gud är en psalm med text skriven 1882 av Alberta Eltzholtz och musik skriven före 1878 av George Kingsley. Texten översattes till svenska 1951 av Henry Atterling.

## Publicerad i
- Psalmer och Sånger 1987 som nr 355 under rubriken "Fader, Son och Ande - Gud, vår Skapare och Fader".[1]